# Margarita López Maya
Margarita López Maya (Nueva York, Estados Unidos, 1951) es una historiadora venezolana, profesora titular de la Universidad Central de Venezuela y miembro centro de estudios políticos de la Universidad Católica Andrés Bello (UCAB).

## Carrera
López Maya creció en una familia de vocación humanista, siendo su abuelo lingüista y su madre una profesora estadounidense, y de padre venezolano, Margarita se mudó a Venezuela a los seis años en mayo de 1958, meses después del final de la dictadura de Marcos Pérez Jiménez. López Maya se graduó como licenciada en historia y como doctora en ciencias sociales en la Universidad Central de Venezuela y es profesora titular (jubilada) del Centro de Estudios del Desarrollo (CENDES) de la universidad.
Margarita conoció a Hugo Chávez el 25 de marzo de 1996, dos años antes de que fuera electo en las elecciones presidenciales de 1998, y lo entrevistó en 1998, pero nunca tuvo contacto con él ni con el MBR-200. En 2004, fue oradora de orden durante la sesión en la Asamblea Nacional después de los resultados del referéndum revocatorio, el cual no fue aprobado, y fue candidata a diputada para la Asamblea en 2010.

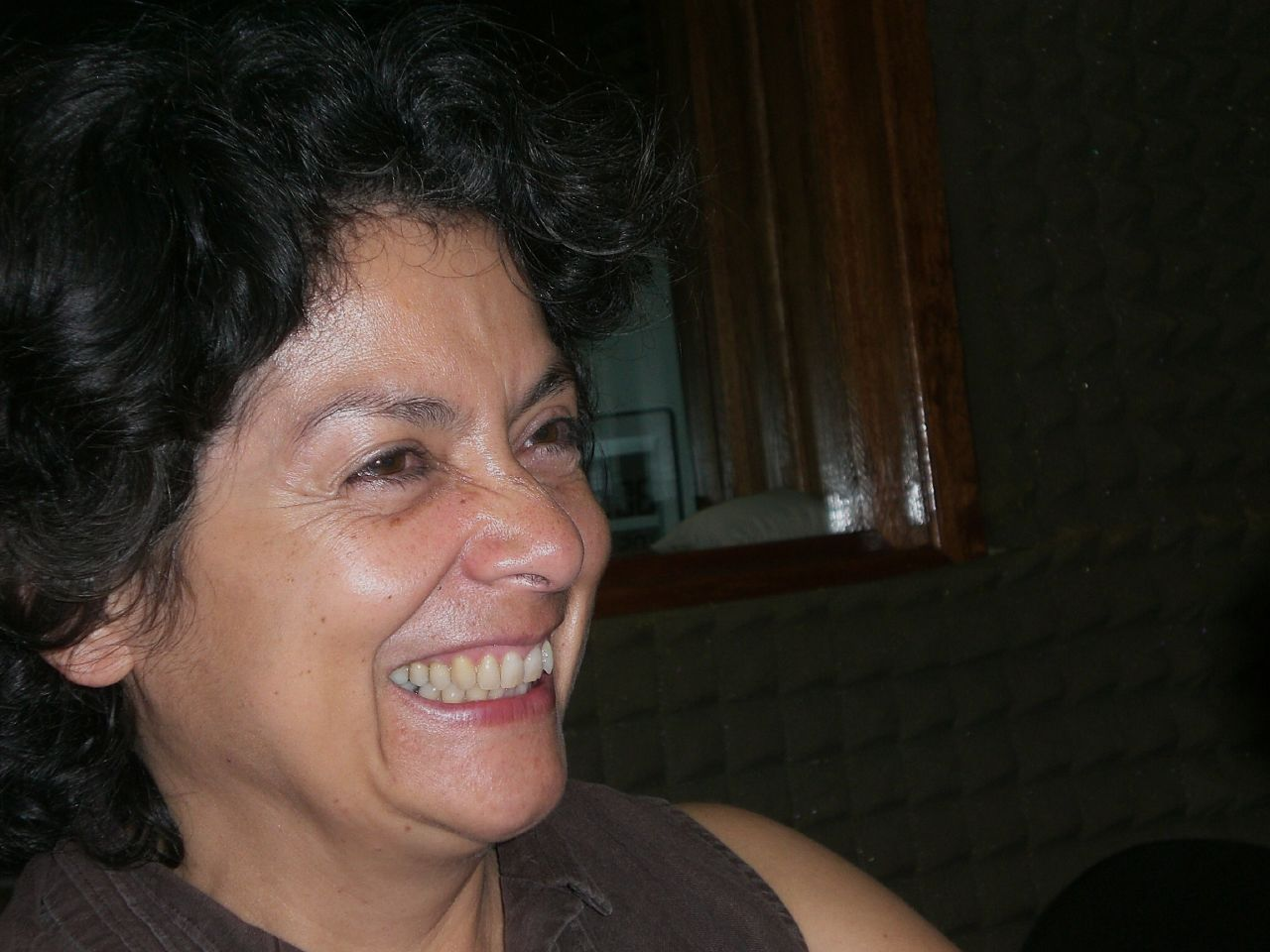
Margarita López Maya en Radio Fe y Alegría

Fue directora de la Revista Venezolana de Economía y Ciencias Sociales, miembro del Comité Directivo del Consejo Latinoamericano de Ciencias Sociales (CLACSO) y presidenta de la Sección de Estudios Venezolanistas del Latin American Studies Association. Actualmente es miembro del centro de estudios políticos de la Universidad Católica Andrés Bello (UCAB).
López Maya ha sido conferencista en varias universidades tanto dentro como fuera de Venezuela y columnista de diarios venezolanos, ha recibido  diversos premios académicos y ha publicado múltiples libros, capítulos en libros académicos, y más de 60 artículos en revistas académicas. Su campo de investigación y docencia es el proceso socio histórico y sociopolítico contemporáneo de América Latina, particularmente de Venezuela, enfocado en temas como la protesta popular, nuevos partidos, proyectos políticos contra hegemónicos, actores sociales, y temas de coyuntura de la era chavista.

## Obras
- Estados Unidos en Venezuela: 1945-1948 (revelaciones de los archivos estadounidenses) (UCV, 1996)
- Del viernes negro al referendo revocatorio (Alfadil, 2005, 2006)
- Ideas para debatir el socialismo del siglo XXI (Grupo Alfa, 2007 y 2009)
- Democracia participativa en Venezuela. Orígenes, leyes, percepciones y desafíos (Centro Gumilla, 2011)
- El Estado descomunal. Conversaciones con Margarita López Maya del periodista David González. (El Nacional, 2013)
- El ocaso del chavismo. Venezuela 2005-2015 (Editorial Alfa, 2016)